# Indian Super League
Indian Super League, i marknadsföringssammanhang Hero Indian Super League, är en fotbollsliga för professionella fotbollsspelare som grundades genom beslut den 21 oktober 2013 och vars första tävlingsmatch spelades 12 oktober 2014. Proffsligan består av åtta lag från åtta olika städer som har fått ge anbud för att få spela i ligan. Spelarna till ligan värvades genom två olika värvningstillfällen som motsvarar draften i amerikansk professionell lagidrott. Vid ett första tillfälle fördelades 84 inhemska spelare och vid ett senare 49 internationella, till exempel Michael Chopra, Bojan Djordjic och Gennaro Bracigliano. Senare har ännu mer namnkunniga internationella spelare som Fabio Cannavaro, David Trezeguet, Nicolas Anelka, Robert Pirés och Alessandro Del  Piero tillkommit.
Fredrik Ljungberg är den mest välkände svenske spelaren som spelat i ligan, men även spelare som Bojan Djordjic, Lena Fallkvist och Pierre Tillman har i perioder spelat för olika klubbar i ligan. Ligan har dock haft vissa problem då löner inte alltid utbetalats som de ska, vilket bland annat drabbat svensken Pierre Tillman. 
Ligans huvudsponsor är den indiska motorcykeltillverkaren Hero MotoCorp.

## Lagen
| Klubb            | Stad                  | Arena                          | Kapacitet | Anslöt sig | Huvudtränare        |
| ---------------- | --------------------- | ------------------------------ | --------- | ---------- | ------------------- |
| ATK              | Kolkata, West Bengal  | Salt Lake Stadium              | 5 500     | 2014       | Antonio López Habas |
| Bengaluru        | Bangalore, Karnataka  | Sree Kanteerava Stadium        | 25 810    | 2017       | Carles Cuadrat      |
| Chennaiyin       | Chennai, Tamil Nadu   | Jawaharlal Nehru Stadium       | 20 765    | 2014       | Owen Coyle          |
| Goa              | Madgaon, Goa          | Fatorda Stadium                | 18 600    | 2014       | Sergio Lobera       |
| Hyderabad        | Hyderabad, Telangana  | Hyderabad Athletic Stadium     | 30 000    | 2020       | Javier Gurri Lopez  |
| Jamshedpur       | Jamshedpur, Jharkhand | JRD Tata Sports Complex        | 24 424    | 2017       | Antonio Iriondo     |
| Kerala Blasters  | Kochi, Kerala         | Jawaharlal Nehru Stadium       | 38 086    | 2014       | Eelco Schattorie    |
| Mumbai City      | Mumbai, Maharashtra   | Mumbai Football Arena          | 7 790     | 2014       | Jorge Costa         |
| NorthEast United | Guwahati, Assam       | Indira Gandhi Athletic Stadium | 23 627    | 2014       | Robert Jarni        |
| Odisha           | Bhubaneswar, Odisha   | Kalinga Stadium                | 15 000    | 2014       | Josep Gombau        |